# Dávid Gyula (rabbi)
Dávid Gyula (Dunaszerdahely, 1848 – Pozsony, 1898. július) bölcseletdoktor, a pozsonyi neológ hitközség rabbija.

## Élete
18 éves koráig a Talmuddal foglalkozott. A kismartoni és pozsonyi jesiván tanult, Sopronban vizsgát tett és azután a bécsi egyetem hallgatója lett, ahol 1873-ban bölcseletdoktorrá avatták. Később rabbi-oklevelet is nyert és 1878-ban filozófiai doktorátust szerzett. 1876-ban az újonnan alakult pozsonyi kongresszusi hitközség főrabbija lett. Élete végén nagyfokú idegessége következtében évek óta álmatlanság gyötörte. 1898. júliusának egyik hajnalán három órakor sem tudott aludni és ezért fölkelt az ágyából s az ablakhoz ment, hogy friss levegőt szívjon. Az ablaknál aztán elaludt és alvás közben kiesett a kövezetre, sérüléseibe később belehalt. Végtisztességén egyetlenegy kartársa sem volt jelen, pedig hír szerint ötöt szólított fel hitközsége, hogy gyászbeszédet tartson. 

## Művei
- Religions-Disputationen im Mittelalter (Wien, 1874)
- Denkrede auf L. Löw u. Eduard Horn (Pressburg, 1875)
- Gedächtnissrede auf Albert Kohn (Pressburg, 1877)
- Denkrede auf Herrn Dr. (Isaack) A. Crémieux (Pressburg und Leipzig, 1880)
- Zwei Reden I. Ein Wort an die getrennten Gemeinden Ungarns. II. Zu, Sir Montefiores 100-sten Geburtstage (Pressburg, 1883)

Több német és magyar nyelvű teológiai folyóirat munkatársa volt, így értékes tanulmányokat írt a Stern- féle Hamechaker-ba is.